# Чечельницкий спиртовой завод
Чечельницкий спиртовой завод (укр. Чечельницький спиртовий завод) — предприятие пищевой промышленности в посёлке городского типа Чечельник Чечельницкого района Винницкой области.

## История
Винокуренный завод был построен в волостном центре Ольгопольского уезда Подольской губернии Российской империи в 1860 году.
В ходе первой русской революции в мае 1906 года рабочие сахарного и спиртового завода бастовали с требованиями увеличить зарплату и улучшить условия работы.
После начала Первой мировой войны положение завода осложнилось в связи с введением 21 августа 1914 года запрета на продажу спиртного и ограничением производства спирта, в 1915 году спиртзавод был закрыт.

### 1918—1991
В начале января 1918 года в Чечельнике была провозглашена Советская власть, однако уже 12 марта 1918 года посёлок оккупировали польские легионеры, входившие в состав немецких войск, а в мае их сменили австрийско-немецкие части, которые оставались здесь до конца ноября 1918 года, в дальнейшем, до июня 1920 года населённый пункт оставался в зоне боевых действий гражданской войны.
В середине 1920х годов серьёзно пострадавший спиртзавод был восстановлен и в 1925 году возобновил работу. В 1927 году на предприятии установили новое оборудование, после чего объём производства увеличился в два раза.
В ходе индустриализации 1930х годов завод был реконструирован и в период с 1929 до 1941 года увеличил производительность в 40 раз.
После начала Великой Отечественной войны 25 июня 1941 года в Чечельнике был создан истребительный батальон (в который вступили 25 рабочих Чечельницкого спиртового завода), но с 24 июля 1941 село было оккупировано наступавшими немецкими войсками.
17 марта 1944 года советские войска освободили Чечельник, но спиртзавод оказался разрушен отступавшими немецкими войсками.
В соответствии с четвёртым пятилетним планом восстановления и развития народного хозяйства СССР завод был восстановлен, в 1948 году он восстановил довоенный уровень производства, а в дальнейшем превысил его.
В 1962 году завод снизил себестоимость производства спирта, за счёт чего получил дополнительную прибыль в размере 100 тыс. рублей.
В ходе восьмой пятилетки на заводе был построен и введен в эксплуатацию цех по производству кормовых дрожжей. В результате, к концу пятилетки Чечельницкий спиртзавод стал одним из передовых промышленных предприятий Винницкой области.
В целом, в советское время спиртзавод являлся одним из крупнейших предприятий райцентра.

### После 1991
После провозглашения независимости Украины завод перешёл в ведение Государственного комитета пищевой промышленности Украины.
В марте 1995 года Верховная Рада Украины внесла завод в перечень предприятий, приватизация которых запрещена в связи с их общегосударственным значением.
После создания в июне 1996 года государственного концерна спиртовой и ликеро-водочной промышленности «Укрспирт», завод был передан в ведение концерна «Укрспирт».
В июле 2010 года государственный концерн «Укрспирт» был преобразован в государственное предприятие «Укрспирт», завод остался в ведении ГП «Укрспирт».